# Regementstrumslagare

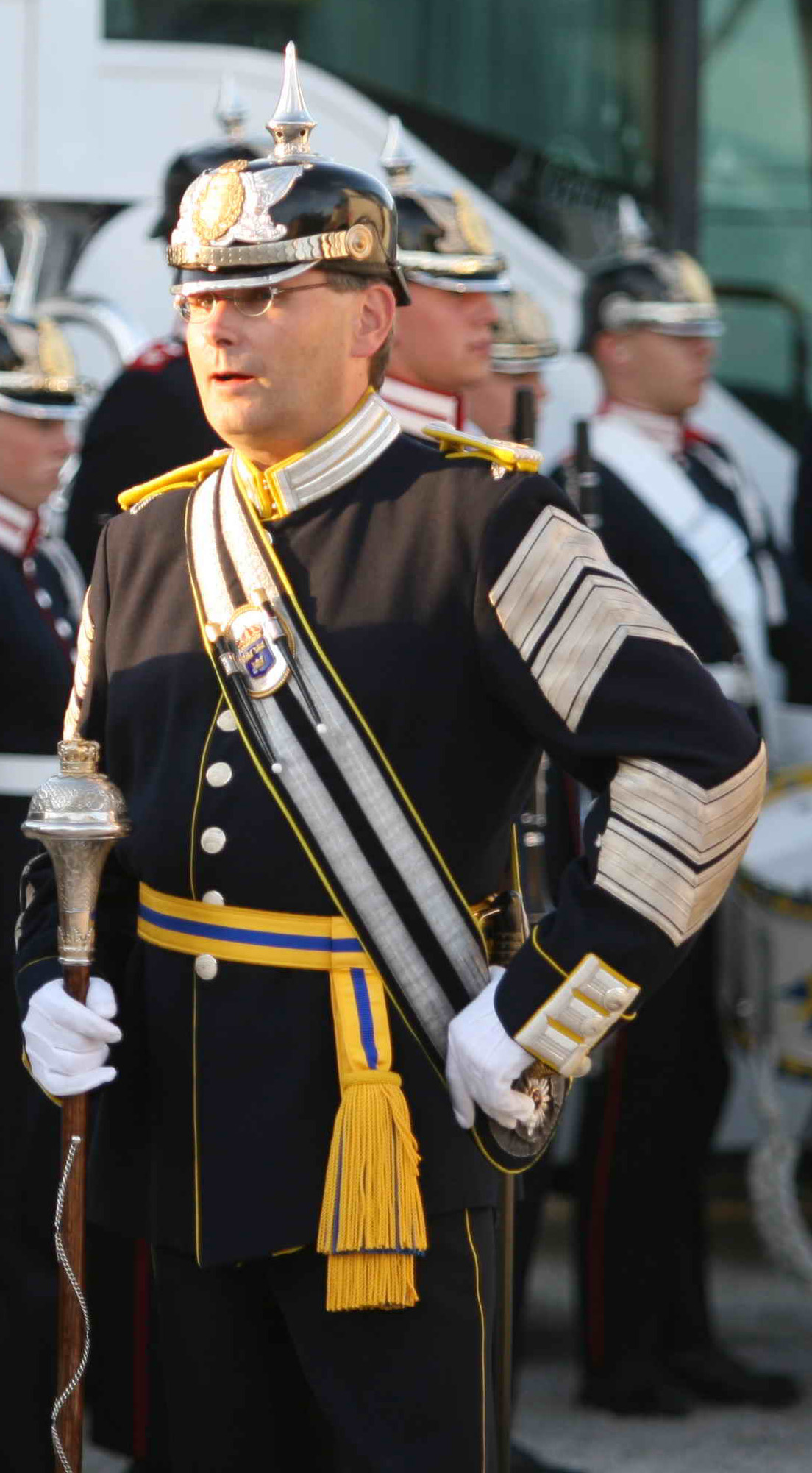

Regementstrumslagare är chefen för musikpersonalen vid ett arméförband. Regemenstrumslagaren var underofficer och intog samma ställning som kompaniadjutanten vid ett kompani. Då han anför musikpersonalen i trupp bär han en stav, och med den ger tecken till musiken. I flygvapnet kallas stavföraren för flottiljtrumslagare, i flottan för flaggtrumslagare och i hemvärnet för hemvärnstrumslagare.
Den franska termen är tambour-major, därav den vardagliga svenska benämningen tamburmajor.